# 9260 Edwardolson
9260 Edwardolson (1953 TA1) là một tiểu hành tinh vành đai chính được phát hiện ngày 8 tháng 10 năm 1953 bởi Chương trình tiểu hành tinh Indiana ở Đài thiên văn Goethe Link, Brooklyn, Indiana. 